# Always On the Run (canção de Isaak)
"Always On the Run" é uma canção do cantor alemão Isaak que representou a Alemanha no Festival Eurovisão da Canção de 2024, onde terminou em 12.º lugar com 117 pontos.

O cantor descreve a música como sendo uma reflexão na sua mente "conflituosa" através do "som poderoso" combinado com "momentos calmos".